# Tenomerga anguliscutis
Tenomerga anguliscutis is een keversoort uit de familie Cupedidae. De wetenschappelijke naam van de soort is voor het eerst geldig gepubliceerd in 1886 door Kolbe.